# Bruère-Allichamps
Bruère-Allichamps is een gemeente in het Franse departement Cher (regio Centre-Val de Loire) en telt 580 inwoners (2005). De plaats maakt deel uit van het arrondissement Saint-Amand-Montrond.

## Geografie
De oppervlakte van Bruère-Allichamps bedraagt 13,8 km², de bevolkingsdichtheid is 42,0 inwoners per km².
De plaats wordt als oudste middelpunt van Frankrijk beschouwd, volgens landsgrenzen van 1800.
De onderstaande kaart toont de ligging van Bruère-Allichamps met de belangrijkste infrastructuur en aangrenzende gemeenten.

## Demografie
Onderstaande figuur toont het verloop van het inwonertal (bron: INSEE-tellingen).